# 茹安维尔勒蓬站
茹安维尔勒蓬站（法語：Gare de Joinville-le-Pont）是一座位于法国巴黎东南郊马恩河谷省茹安维尔勒蓬的快铁车站，在法兰西岛大区快速铁路A2支线上。

## 历史
茹安维尔勒蓬车站的前身是十九世纪巴黎铁路网的巴黎－布里地区马尔勒铁路（又称文森线）上的连城站（Gare de Joinville）。连城站自1853年得到拿破仑三世的敕令而开建，于1859年9月22日通车。连城站开通后即成为客流量颇高的大站，因为马恩河畔的居民可以乘坐火车进入巴黎，而巴黎的居民亦能乘车到马恩河畔和文森森林郊游。此外，当时的铁路运营公司为进城工作的工人提供优惠的票价。1860年时，连城站的发车班数是每日32班，大约是半小时一班车。1869年，连城站的客流量是593万人次，1900年时达到1900万人次。1930年车站客流量达到3000万人次，这也是连城站的最繁荣时期。之后由于经济大萧条和其他支线开通的影响，1936年客流量降至1200万人次。1938年，法国国家铁路公司取得了连城站的经营权。
二战结束后，连城站在1960年随着整个文森线被交给巴黎大众运输公司。1964年，随着整个铁路路线改造为大区快铁的计划，连城站也被拆去重建。新的车站被命名为茹安维尔勒蓬站，于1969年12月14日开始开放运行，作为法兰西岛大区快速铁路A2支线：布瓦西圣雷热分支上的一站。

### 乘客流量
据巴黎大众运输公司（RATP）的数据，2011年茹安维尔勒蓬站的入站乘客总人次数为3535908人次。

## 车次

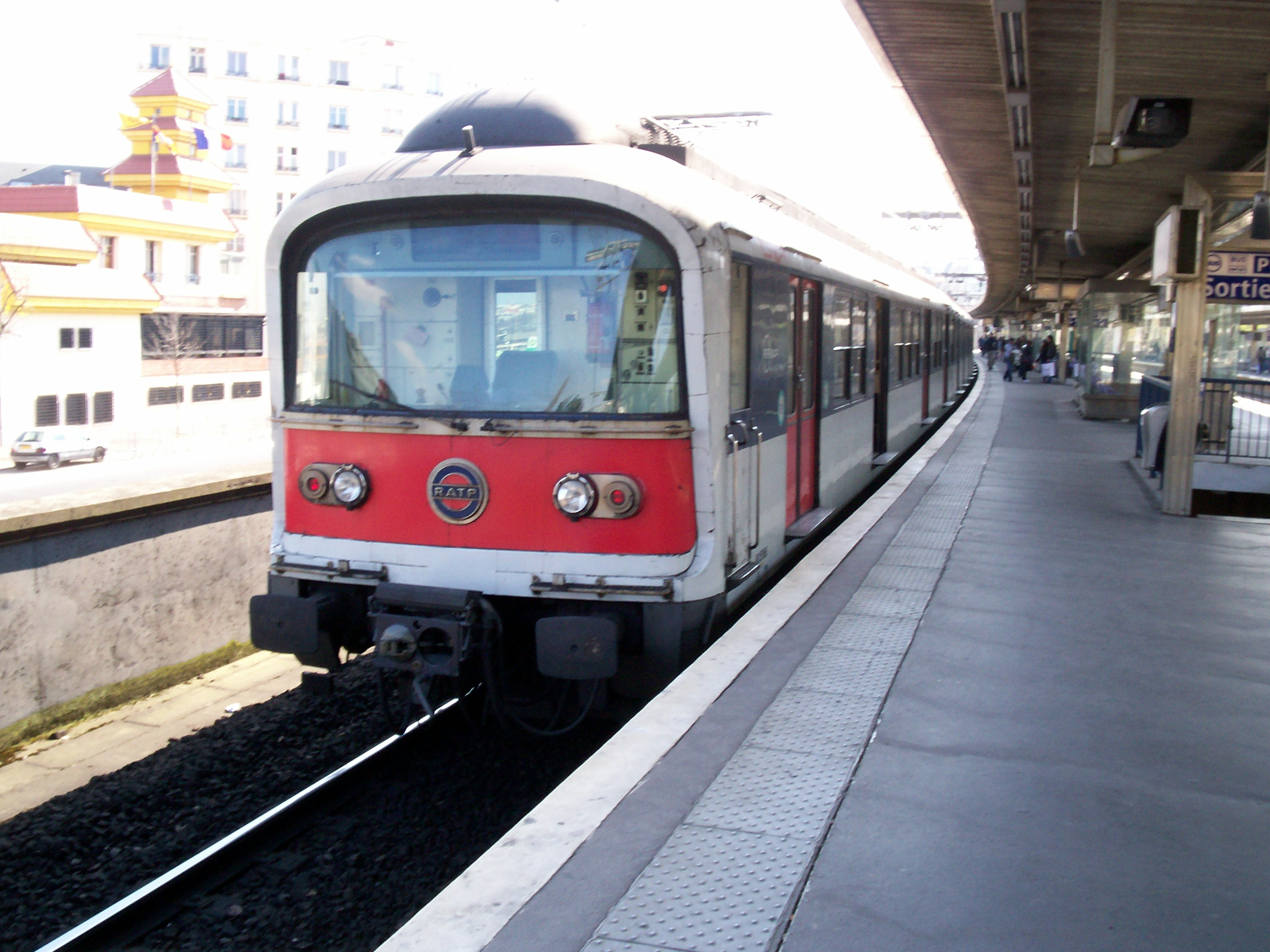
一辆布瓦西圣雷热方向的列车离站。

茹安维尔勒蓬站在正常时段的发车频率是10分钟一班，高峰时期的发车频率是每小时12班次。晚间的发车频率是15分钟一班。

## 换乘路线
茹安维尔勒蓬站位于巴黎三环（zone 3），没有与其他地铁、快铁或高铁接轨。车站东侧出口有大型的公交车站，接驳邻近地区的公交车线路（包括夜间公交线路）：
- RATP公交线路：101 106 108 110 112 201 281
- 晚间公交线路（Noctilien）：33

## 附近景点
- 西侧的文森森林，
- 东侧的红砖旧城区和马恩河上的连城桥（Le Pont de Joinville），
- 连城桥旁的法纳克岛（河中沙洲），
- 东南侧的圣夏尔·波罗梅教堂（L'église Saint-Charles Borromée）。[4]

## 图集

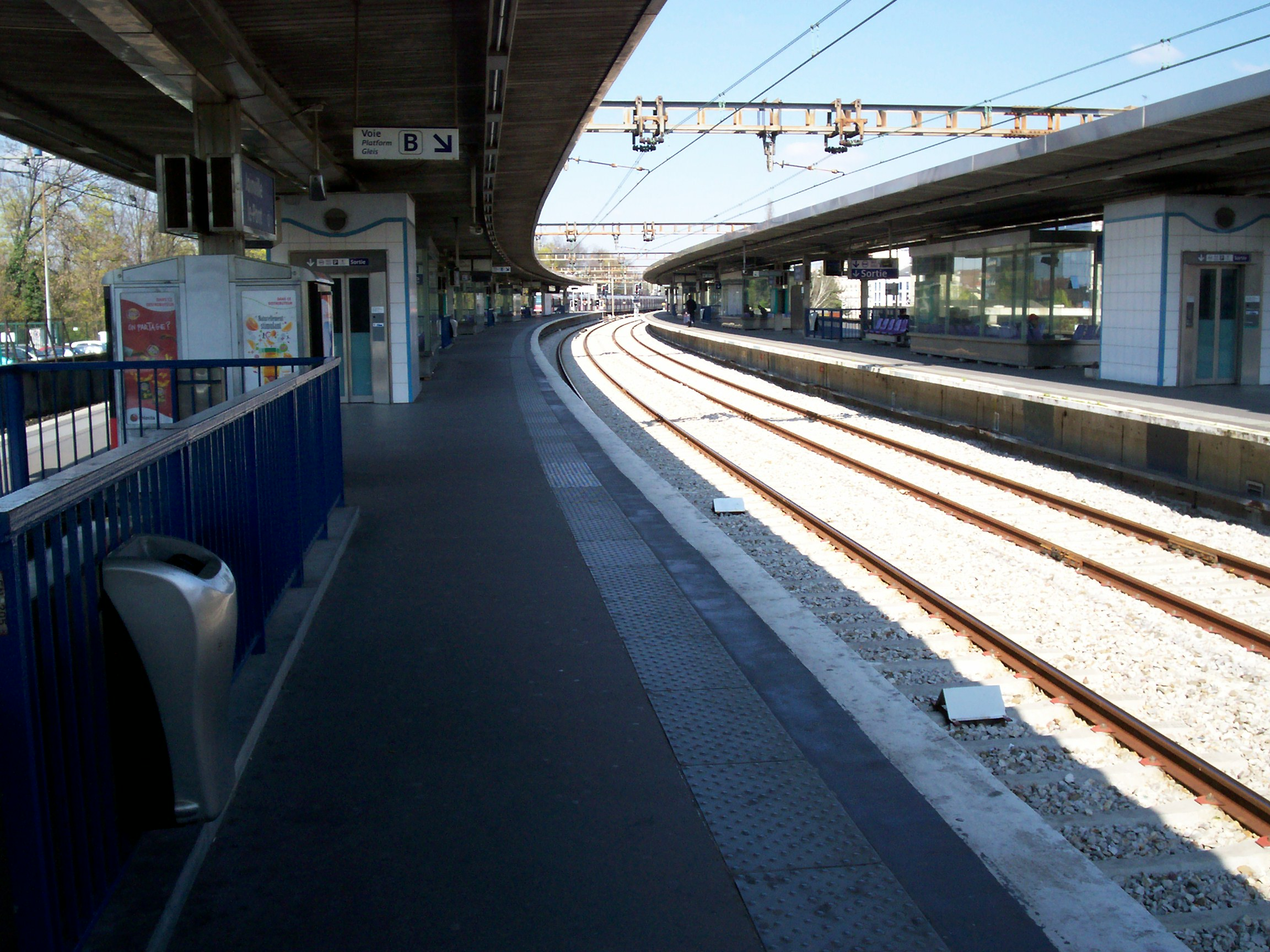
B站台
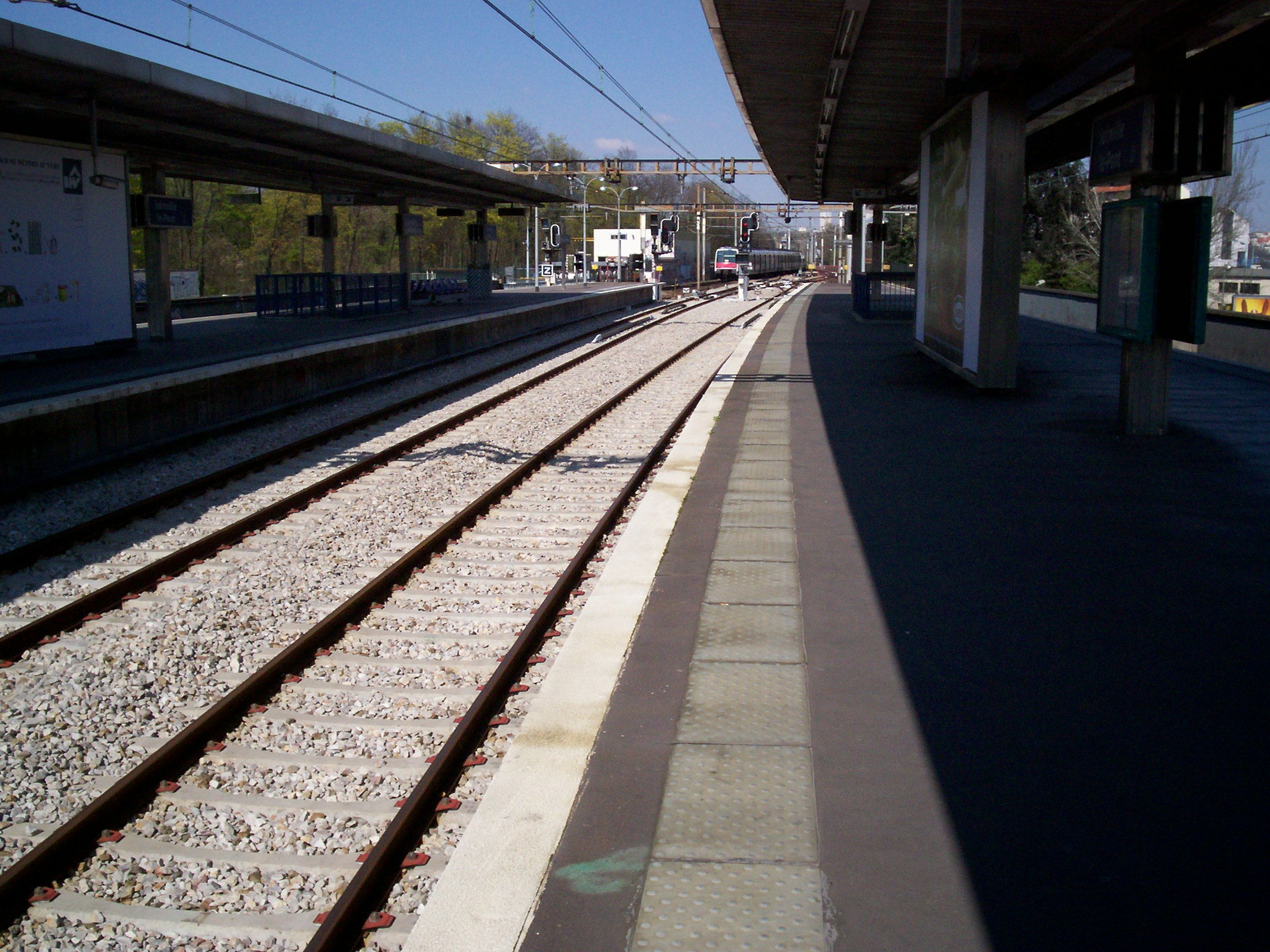
在A站台拍摄进站的列车
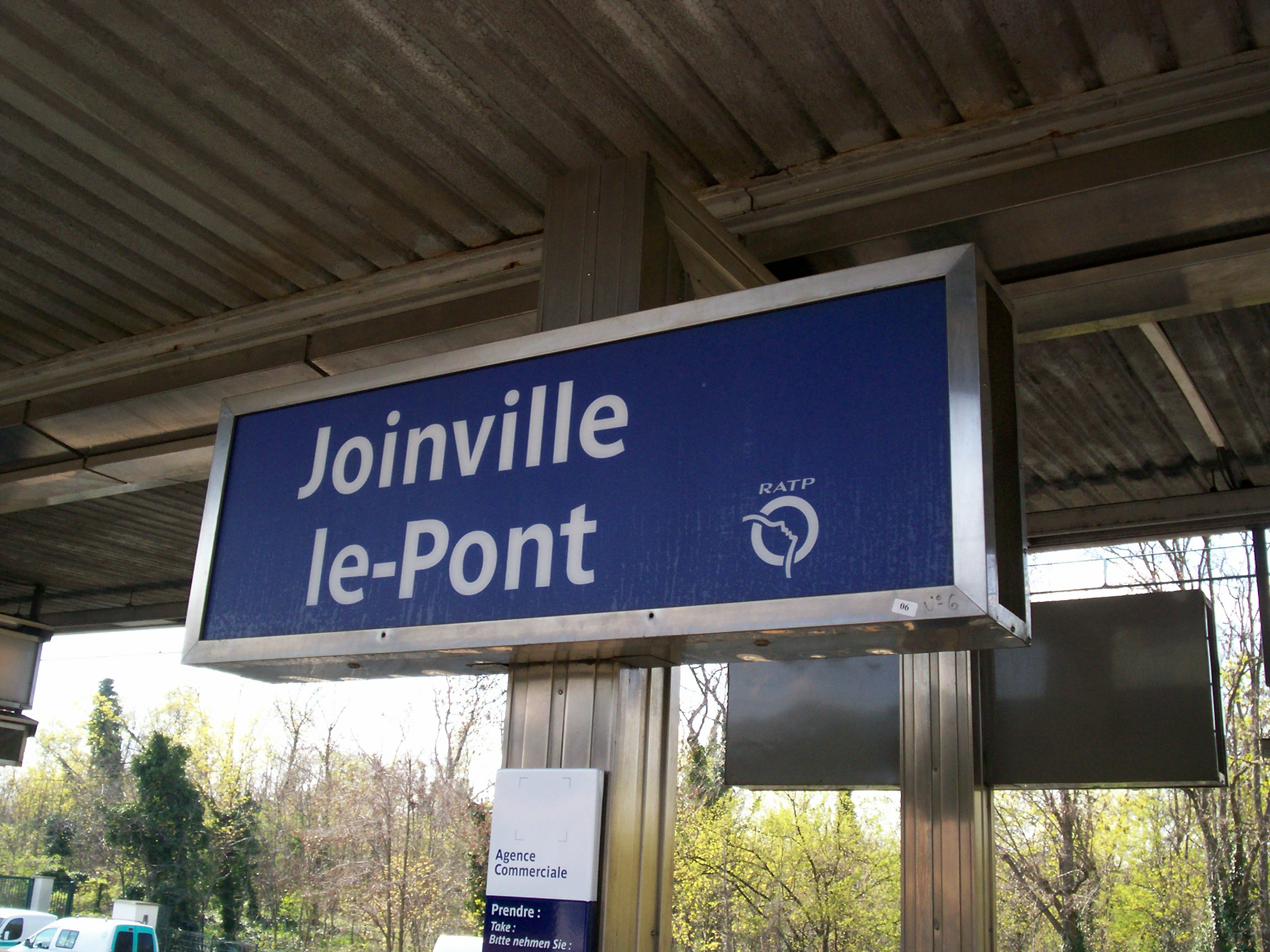
车站站牌
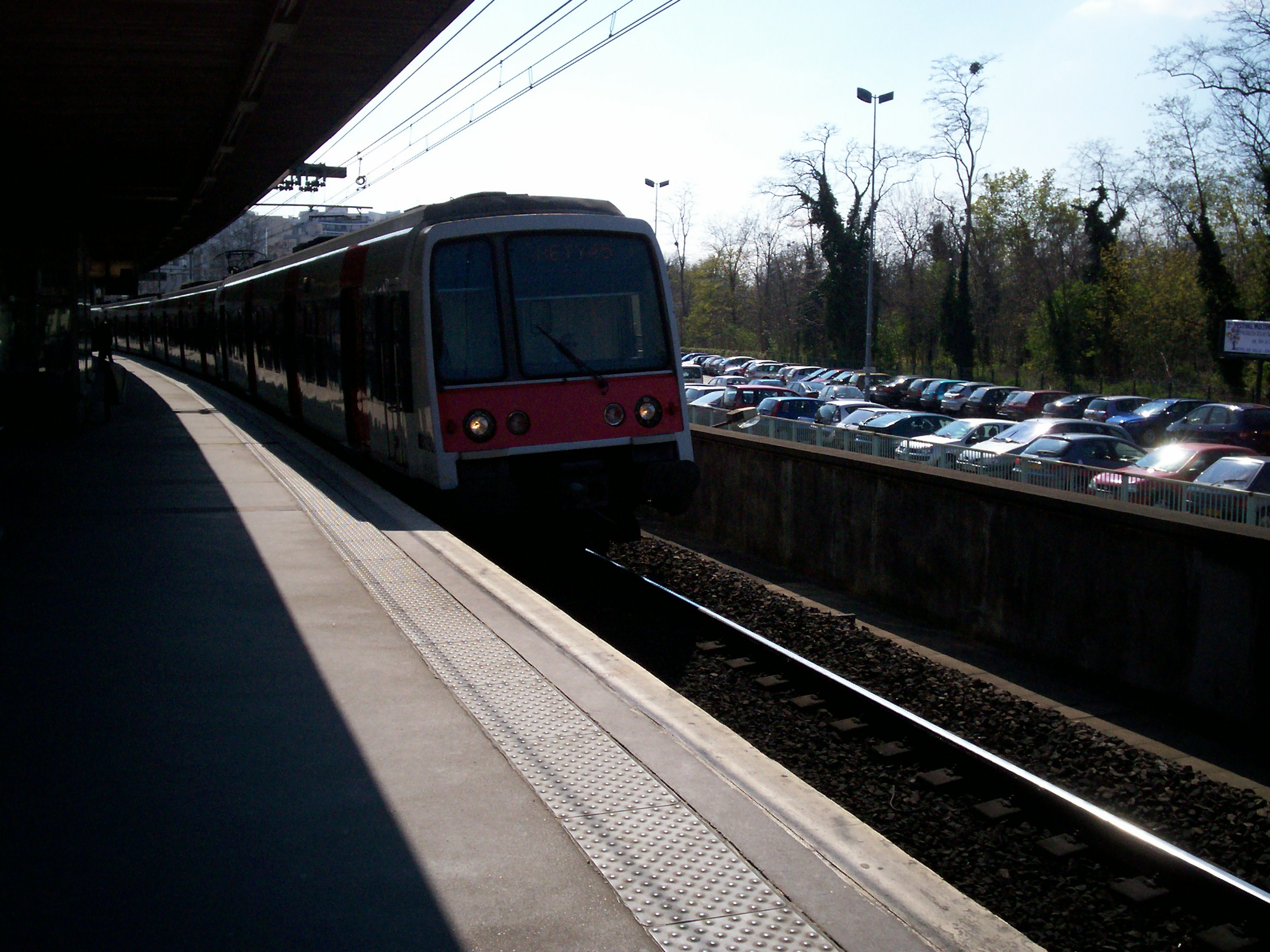
西外侧轨道列车进站，背后为文森森林
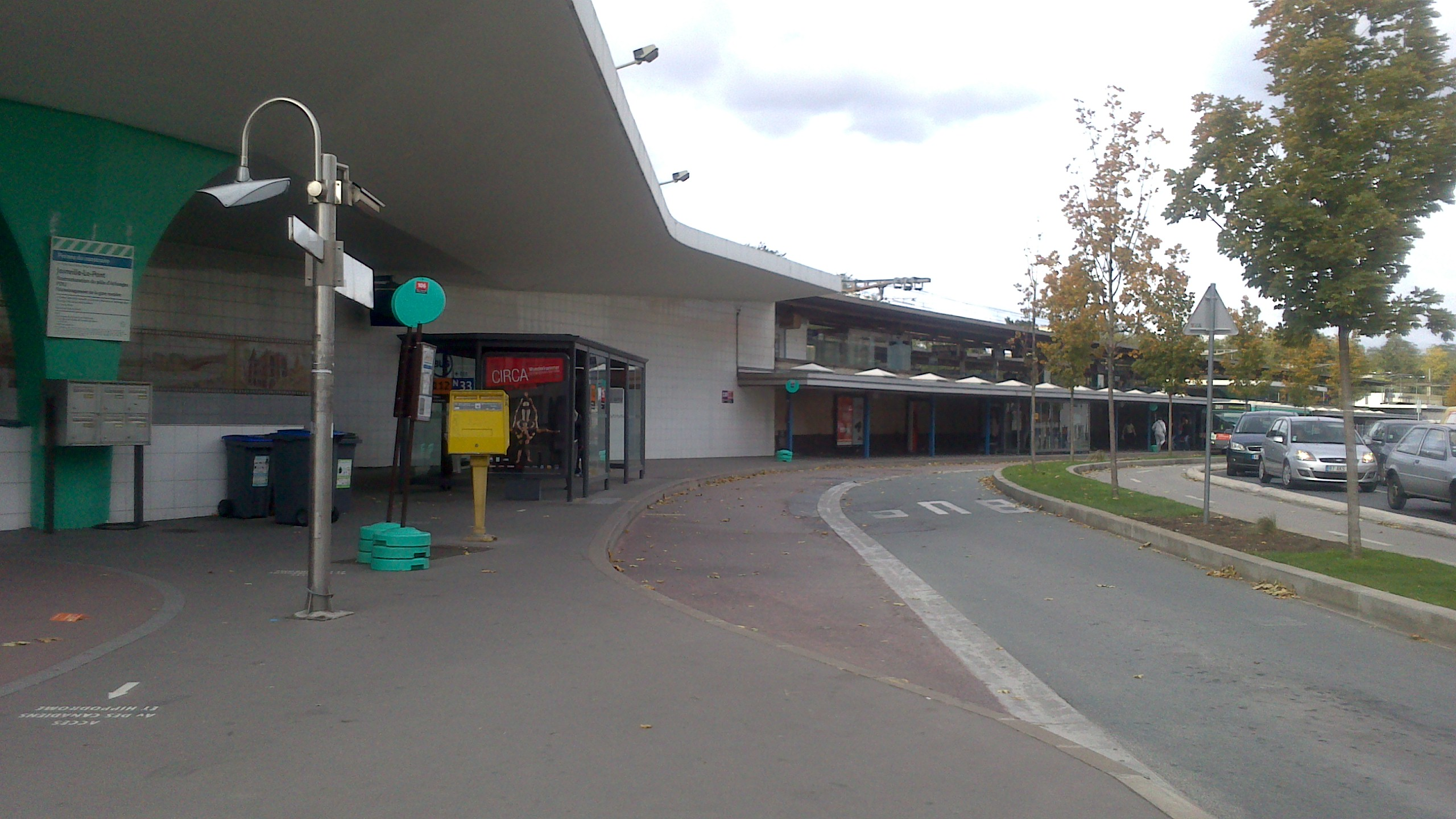
东侧出站口外的公交车站